# Messaure
Messaure (lulesamiska: Miessávrre) är en numer övergiven ort i Jokkmokks kommun i anslutning till Messaure kraftverk.

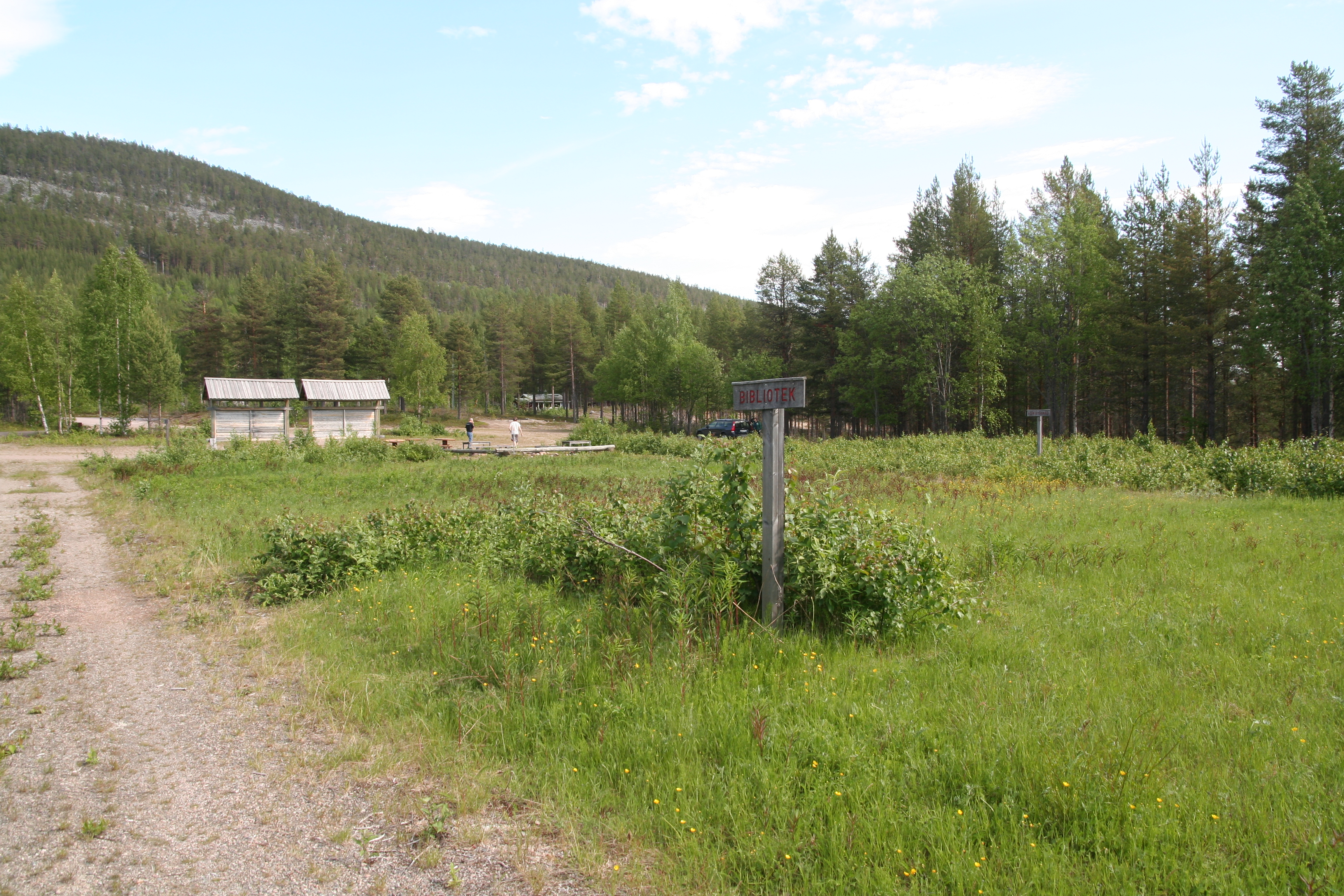
Resterna av torget i Messaure samhälle.

Vid Messaures etablering övervägdes om arbetsstyrkan kunde transporteras från bostäder i det redan etablerade samhället Vuollerim, men detta förslag föll på arbetsstyrkans storlek som gjorde att transportkostnaderna skulle överstiga kostnaderna för att etablera ett provisoriskt samhälle. Arbetsstyrkan var som störst 1961 och omfattade då 1350 personer. Dessutom tillkom städ- och matlagningspersonal samt personal som röjde de ytor som skulle översvämmas av magasinet.
Kontor och verkstäder etablerades på älvens södra sida där även den nedsprängda maskinstationen skulle byggas. Samhället kom att anläggas på södersluttningen på älvens norra sida. I den norra delen av samhället låg mässområdet tillsammans med huvuddelen av de provisoriska flerfamiljshusen. Totalt uppfördes 178 lägenheter i flerfamiljshus för tjänstemän och mer kvalificerade arbetare samt deras familjer. I östra delen av samhället fanns ett område med 80 egnahem och 20 bungalows. I den västra delen av samhället uppfördes 32 stycken ungkarlsbaracker med enkel- eller dubbelrum.Ytterligare 21 byggnader för administration, kyrka, sjukstuga, skola, lekskola, bibliotek och tvätteri uppfördes. Som mest kom 2 300 personer att bo i samhället som blev Vattenfalls största provisoriska samhälle.
Efter att Messaure kraftverk var färdigbyggt kom samhället i Messaure att användas som bostadsområde för flera följande utbyggnader i stora och lilla Lule älv. Först 1980 var egnahems- och familjebostäderna tömda. Under utbyggnaden av Messaure med ett tredje aggregat mellan 1980 och 1983 utnyttjades delar av ungkarlsboendet för arbetsstyrkan. Efter att verksamheten på orten upphört fraktades husen bort, men gatunätet finns kvar i form av en spökstad.
Liknande samhällen som byggdes för att rivas efter att gruvan inte längre var ekonomiskt bärkraftig eller vattenkraftverket var färdigbyggt, som finns i samma län är Harsprånget, Laver och Nautanen medan andra, exempelvis Porjus lämnades och fortfarande är bebodda.
| Arbetsplats | Årsbostäder | År      |
| ----------- | ----------- | ------- |
| Seitevare   | 113         | 1963-68 |
| Satisjaure  | 89          | 1963-68 |
| Vietas      | 246         | 1965-73 |
| Suorva      | 105         | 1966-73 |
| Parki       | 90          | 1967-72 |
| Akkats      | 135         | 1970-76 |
| Ritsem      | 320         | 1969-78 |
| Randi       | 110         | 1971-78 |

## Befolkningsutveckling
| Befolkningsutvecklingen i Messaure 1960–1975 | Befolkningsutvecklingen i Messaure 1960–1975 | Befolkningsutvecklingen i Messaure 1960–1975 | Befolkningsutvecklingen i Messaure 1960–1975 | Befolkningsutvecklingen i Messaure 1960–1975 |
| -------------------------------------------- | -------------------------------------------- | -------------------------------------------- | -------------------------------------------- | -------------------------------------------- |
|                                              |                                              |                                              |                                              |                                              |
| År                                           |                                              |                                              | Folkmängd                                    |                                              |
| 1960                                         | 1960                                         |                                              | 1 260                                        |                                              |
| 1965                                         | 1965                                         |                                              | 456                                          |                                              |
| 1970                                         | 1970                                         |                                              | 217                                          |                                              |
| Anm.: Upphörde som tätort 1975.              |                                              |                                              |                                              |                                              |